# Kaiserreiher
Der Kaiserreiher (Ardea insignis), auch als Weißbauchreiher bezeichnet, ist eine seltene Vogelart aus der Familie der Reiher.

## Beschreibung
Mit 127 Zentimetern ist der Kaiserreiher die zweitgrößte Reiherart nach dem Goliathreiher. Der Oberkopf erscheint dunkelgrau. Die hellen Schopffedern weisen graue Spitzen auf. Der 152 bis 176 mm lange Schnabel ist schwarz und zeigt eine gelbgrüne Spitze. Die Iris ist ockergelb. Der Hals ist überwiegend grau. Die Oberseite ist aschgrau mit einem braunen Anflug. Das Kinn und die Unterseite sind weiß. Die Unterflügel sind grau mit weißen Unterflügeldecken. Die Beine und Füße sind stumpf grau. Die Geschlechter sehen gleich aus. Das Gefieder der Jungvögel ist bräunlicher als bei den Erwachsenen. Bei ihnen ist der Bauch weiß und sie haben hellere Beine. Bei den Küken sind Körper und Bauch weiß. Der Schnabel ist schwarz. Die Unterseite ist gelblich, die Beine sind rosa. Die Flügel zeigen eine Schwarzfärbung, die in ein dunkles Grau übergeht. Die Beine sind weiß.

## Verbreitung
Das historische Verbreitungsgebiet des Kaiserreiher erstreckte sich von Zentral- und Ostindien, Nepal, Bangladesch, Bhutan, Myanmar und China. Heute kommt die Art nur noch im westlichen Uttar Pradesh, in Assam, Bangladesch, Bhutan und im nördlichen Myanmar vor. Die Brutpopulation im größten Teil des Verbreitungsgebietes ist unbekannt.

## Lebensraum
Der Kaiserreiher bewohnt große Binnensumpfwälder und bewaldete Flussregionen. Im submontanen Grasland ist er weniger häufig anzutreffen. Während der Brutzeit ist er auf Primärwälder mit großen Nistbäumen angewiesen.

## Lebensweise
Der Kaiserreiher geht meist einzeln auf Nahrungssuche. Während der Reiher regungslos knietief im Wasser steht, ist der Hals in der charakteristischen S-Form zu sehen. Der Kaiserreiher ernährt sich von Insekten, großen Flusskrebsen oder Fischen. Er geht in der Tagdämmerung auf Jagd, fliegt am frühen Morgen zu den Futterplätzen und kehrt in der Abenddämmerung zu den Schlafbäumen zurück. Die Brutzeit ist zwischen April und August. Er nistet in großen Plattformnestern in hohen Waldbäumen.

## Gefährdung
Der Kaiserreiher gehört zu den seltensten Reiherarten der Welt. In Bhutan wurden im Jahre 2006 nur 21 Exemplare gezählt und die Population in Myanmar besteht vermutlich nur noch aus 30 bis 40 Individuen. Insgesamt schätzt BirdLife International den Bestand auf weniger als 250 Exemplare. Als Hauptgefährdung gilt der weiträumige Verlust, die Begradigung und die Störung von Feuchtgebieten. Die Feuchtgebiete wurden durch Verunreinigung, Versandung, die Überwucherung der Wasservegetation und die Ausbeutung der Ressourcen zerstört. Zunehmende Störungen und Lebensraumverlust durch Siedlungen, landwirtschaftliche Nutzung, Ernte in den Feuchtgebieten und Wilderei stellen ebenfalls einen erheblichen Gefährdungsgrad dar.